# Amanda
Amanda是一个开源的计算机备份工具，可以把数据备份在一个网络中的多台机器中。它使用客户端-服务器模型，服务器会定时通知每个客户端执行备份。
Amanda最初由马里兰大学开发，以BSD许可证发布。它包括免费的社区版和付费支持的企业版。Amanda几乎可以在所有的UNIX和类Unix系统运行。它也可以通过 Samba或原生Win32客户端提供Widnows系统支持。
Amada可以通过磁带和磁盘备份，并且提供了一些其他备份工具所不具备的有用特性。它支持跨磁带备份：把一个不能容纳到单盘磁带的数据分开备份到多盘磁带中。
Amada的关键特性是它的智能调度程序，可以在备份时优化计算机的资源使用。